# العلاقات الجنوب إفريقية السورية
العلاقات الجنوب أفريقية السورية هي العلاقات الثنائية التي تجمع بين جنوب أفريقيا وسوريا.

## مقارنة بين البلدين
هذه مقارنة عامة ومرجعية للدولتين:
| وجه المقارنة                                              | جنوب أفريقيا | سوريا                    |
| --------------------------------------------------------- | --- | ------------------------ |
| المساحة (كم2)                                             | 1.22 مليون | 185.18 ألف               |
| عدد السكان (نسمة)                                         | 57.73 مليون | 18.27 مليون              |
| الكثافة السكانية (ن./كم²)                                 | 47.32 | 98.66                    |
| العاصمة                                                   | بريتوريا، بلومفونتين، كيب تاون | دمشق                     |
| اللغة الرسمية                                             | لغة إنجليزية، اللغة الأفريقانية، اللغة النديبلي الجنوبية، اللغة السوثو الشمالية، اللغة السوتية، لغة سوازي، اللغة التسونجا، اللغة التسوانية، اللغة الفيندية، اللغة الكوسية، اللغة الزولوية | اللغة العربية            |
| العملة                                                    | راند جنوب أفريقي | ليرة سورية               |
| الناتج المحلي الإجمالي (بليون دولار)                      | 349.42 مليار | 60.20 مليار              |
| الناتج المحلي الإجمالي (تعادل القوة الشرائية) بليون دولار | 725.91 مليار |                          |
| الناتج المحلي الإجمالي الاسمي للفرد دولار أمريكي          | 5.72 ألف |                          |
| الناتج المحلي الإجمالي للفرد دولار أمريكي                 | 13.05 ألف |                          |
| مؤشر التنمية البشرية                                      | 0.666 | 0.594                    |
| رمز المكالمات الدولي                                      | +27 | +963                     |
| رمز الإنترنت                                              | .za | .sy                      |
| المنطقة الزمنية                                           | ت ع م+02:00، أفريقيا/جوهانسبرغ ‏ | ت ع م+02:00، ت ع م+03:00 |

## منظمات دولية مشتركة
يشترك البلدان في عضوية مجموعة من المنظمات الدولية، منها:
| علم المنظمة | اسم المنظمة                        | تاريخ انضمام جنوب أفريقيا | تاريخ انضمام سوريا |
| ----------- | ---------------------------------- | ------------------------- | ------------------ |
|             | مؤسسة التنمية الدولية              | 12 أكتوبر 1960            | 28 يونيو 1962      |
|             | يونسكو                             | 4 نوفمبر 1946             | 16 نوفمبر 1946     |
|             | وكالة ضمان الاستثمار متعدد الأطراف | 10 مارس 1994              | 14 مايو 2002       |
|             | الأمم المتحدة                      | 7 نوفمبر 1945             | 24 أكتوبر 1945     |
|             | الاتحاد البريدي العالمي            | ?                         | ?                  |
|             | البنك الدولي للإنشاء والتعمير      | 27 ديسمبر 1945            | 10 أبريل 1947      |
|             | المنظمة الهيدروغرافية الدولية      | ?                         | ?                  |
|             | الاتحاد الدولي للاتصالات           | 1910                      | 12 يناير 1924      |
|             | منظمة حظر الأسلحة الكيميائية       | ?                         | ?                  |
|             | مؤسسة التمويل الدولية              | 3 أبريل 1957              | 28 يونيو 1962      |
|             | منظمة الشرطة الجنائية الدولية      | ?                         | ?                  |

## وصلات خارجية
- موقع وزارة الخارجية الجنوب أفريقية